# Trachypithecus vetulus
Voọc mặt tía (danh pháp hai phần: Trachypithecus vetulus), hay khỉ lá mặt tía, là một loài khỉ Cựu Thế giới đặc hữu Sri Lanka. Đây là một loài động vật sống trên cây đuôi dài, chủ yếu là màu nâu với một khuôn mặt tối và nhạt màu thấp hơn mặt. Tiếng kêu lớn có thể bị nhầm lẫn với tiếng gầm rú của một động vật ăn thịt như báo.
Loài này đã từng là một loài phổ biến, được tìm thấy ngay cả ở ngoại ô Colombo và tại các làng xã vùng ẩm ướt, nhưng quá trình đô thị hóa nhanh chóng đã làm giảm số lượng loài này.
Nó được cho là rất chọn lọc trong chế độ ăn uống của nó, và phạm vi phân bố của nó đã gặp phải sự xâm lấn của con người, mặc dù nó vẫn có thể được nhìn thấy trong Sinharaja, Kitulgala, ở vùng núi tại vườn quốc gia các đồng bằng Horton hoặc trong rừng nhiệt đới của thành phố Galle.
Có bốn phân loài voọc mắt tía riêng biệt:
- Trachypithecus vetulus vetulus
- Trachypithecus vetulus nestor
- Trachypithecus vetulus philbricki
- Trachypithecus vetulus monticola